# Amphinemura reinerti
Amphinemura reinerti är en bäcksländeart som beskrevs av Baumann 1976. Amphinemura reinerti ingår i släktet Amphinemura och familjen kryssbäcksländor. Inga underarter finns listade i Catalogue of Life.